# Argyrophylax apta
Argyrophylax apta là một loài ruồi trong họ Tachinidae.